# وحدة التاريخ الطبيعي في هيئة الإذاعة البريطانية
وَحدة التاريخ الطبيعي هيَ قسم في هيئة الإذاعة البريطانية أنشأ لصُنع برامج تلفزيونية وراديوية حول موضوع التاريخ الطبيعي أو الحياة البرية، خصوصاً وثائقيات الطبيعة. تُنتج هذه الوَحدة كل عام 100 ساعة تقريباً من بَرامج التلفزيون و50 ساعة من بَرامج الراديو، مما يَجعلها أكبَرَ تنظيم إنتاج وثائقيَّات حياة برية في العالم أجمع.
يَقع مقر وَحدة التاريخ الطبيعي في منزل الإذاعة في بريستول منذ تأسيسها عام 1957، ويَرأسُها حالياً «أندرو جاكسون». تُمثل الوَحدة في الوقت الحاضر قسماً خاصاً في الإذاعة الحية لهيئة الإذاعة البريطانية، وهيَ بدورها جزءٌ من استديوها هيئة الإذاعة البصرية. وتقوم الوَحدة بصُنع بَرامج لمُذيعين عالميَّين أيضاً.

## التاريخ

### السنوات الأولى

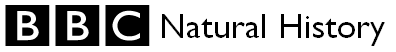
الشعار السابق وحدة التاريخ الطبيعي في هيئة الإذاعة البريطانية

في أواسط أربعينيات وخمسينيات القرن العشرين حاولَ صانعا وثائقيات الطبيعة «ديسموند هوكنغز» و«فرانك غيلارد» جَاهدين السَّعي لتأسيس وَحدة للتاريخ الطبيعي في هيئة الإذاعة البريطانية. وقد تُوجت مساعيهما بالنجاح أخيراً في عام 1957 عندما أعلنت إدارة الهيئة من مقرها في لندن رسمياً تشكيل وحدة التاريخ الطبيعي في بريستول. ومعَ تشكيل الوَحدة، أخذ غيلارد بالبحث عن مُنتج عال الشأن لكيْ يَترأس المجموعة الجديدة، وقدَّمَ طلباً إلى عالم الطبيعة ديفيد آتينبارا - الذي كان مُذيعاً في الهيئة آنذاك - ليَأخذ زمام هذا المَنصب، غير أنه رفض لعدم رغبته في مُغادرة مكان إقامته بلندن، وهُناك استمرَّ بالعمل بنفسه وشكل وَحدة جديدة خاصة به تحت عُنوان «وحدة البعثات والاستكشاف» التي شغلها في مُتابعة العمل على بَرنامجه الشعبي بحث حديقة الحيوان.
أنتجت الوَحدة خلال تلك الفترة المُبكرة عدداً من البَرامج عن الحياة البرية في شرق أفريقيا تحت عنوان «في سفاري»، فضلاً عن بعض أولى الوَثائقيات المُصورة تحت الماء في التاريخ. ثمَّ حصلت أخيراً في شهر سبتمبر من عام 1957 ذاته على مُنتج خبير - وهوَ «نيكولاس كروكر» - لكي يَكون رئيساً لها، ولو أنها لم تحصل على رئيس رسميّ إلا بعد ذلك بعقدين، وخلال هذين العقدين أخذت الوَحدة بالتطور وبدأت تُنتج بعض أولى البرامج التلفزيونية المُلونة في بريطانيا، وأنتجت عدداً كبيراً من الوَثائقيات بما في ذلك سحر الحيوان بين عامي 1962 و1983 والعالم حولنا بين عامي 1969 و1982.

### النجاح والتقدم
صنعت الوَحدة شُهرتها الرئيسية بصُنعها برنامج الحياة على الأرض في عام 1979، وقد كافأتها إدارة هيئة الإذاعة البريطانية على ذلك العمل بمنحها منصباً إدارياً في شهر ديسمبر من العام نفسه تكريماً لها. وأصبح لاحقاً «كريستوفر بارسونز» - وهوَ أحد أكثر مُنتجي القناة خبرة - أول رئيس رسميّ لوحدة التاريخ الطبيعي. وقد احتفل بحيازته اليوبيل الفضي في عام 1982 بإعداده سلسلة «طيران الكوندور» الصغيرة، وفي الأعوام التالية استمرَّ تقدم بَرامج وإنتاجات الوَحدة واتساع شُهرتها. ثم في الفترة التي تبعَت ذلك قدم ديفيد آتينبارا عدداً كبيراً من بَرامج سلسلة الحياة التي استمرَّ نجاحها، ثم تُوجت بوثائقيَّي الكوكب الأزرق في عام 2001 وكوكب الأرض في عام 2006.